# Naganuma Yoichi
Yoichi Naganuma (長沼 洋一 Naganuma Yoichi, sinh ngày 14 tháng 4 năm 1997) là một cầu thủ bóng đá người Nhật Bản thi đấu cho FC Gifu.

## Sự nghiệp
Yoichi Naganuma gia nhập câu lạc bộ tại J1 League Sanfrecce Hiroshima năm 2016. Ngày 15 tháng 3 năm 2017, anh ra mắt ở J.League Cup (v Ventforet Kofu).

## Thống kê câu lạc bộ
Cập nhật đến ngày 23 tháng 2 năm 2018.
| Thành tích câu lạc bộ | Thành tích câu lạc bộ | Thành tích câu lạc bộ | Giải vô địch | Giải vô địch | Cúp                   | Cúp                   | Cúp Liên đoàn | Cúp Liên đoàn | Tổng cộng | Tổng cộng |
| Mùa giải              | Câu lạc bộ            | Giải vô địch          | Số trận      | Bàn thắng    | Số trận               | Bàn thắng             | Số trận       | Bàn thắng     | Số trận   | Bàn thắng |
| Nhật Bản              | Nhật Bản              | Nhật Bản              | Giải vô địch | Giải vô địch | Cúp Hoàng đế Nhật Bản | Cúp Hoàng đế Nhật Bản | J. League Cup | J. League Cup | Tổng cộng | Tổng cộng |
| --------------------- | --------------------- | --------------------- | ------------ | ------------ | --------------------- | --------------------- | ------------- | ------------- | --------- | --------- |
| 2016                  | Sanfrecce Hiroshima   | J1 League             | 0            | 0            | 0                     | 0                     | 0             | 0             | 0         | 0         |
| 2017                  | Sanfrecce Hiroshima   | J1 League             | 0            | 0            | 1                     | 0                     | 6             | 1             | 7         | 1         |
| 2017                  | Montedio Yamagata     | J2 League             | 3            | 0            | –                     | –                     | –             | –             | 3         | 0         |
| Tổng                  | Tổng                  | Tổng                  | 3            | 0            | 1                     | 0                     | 6             | 1             | 10        | 1         |